# Balfours Pudel
Balfours Pudel (englisch Balfour's Poodle) ist ein politisches Schlagwort in der Rhetorik des Vereinigten Königreiches. Es wurde von David Lloyd George als abschätzige Bezeichnung für das Oberhaus (House of Lords) verwendet. Der Begriff findet bis heute in abgewandelter, den jeweils aktuellen politischen Verhältnissen angepasster Form (z. B. Thatchers Pudel) gelegentlich Verwendung in politischen Debatten, Ansprachen, Zeitungsartikeln und Karikaturen.

## Historischer Hintergrund

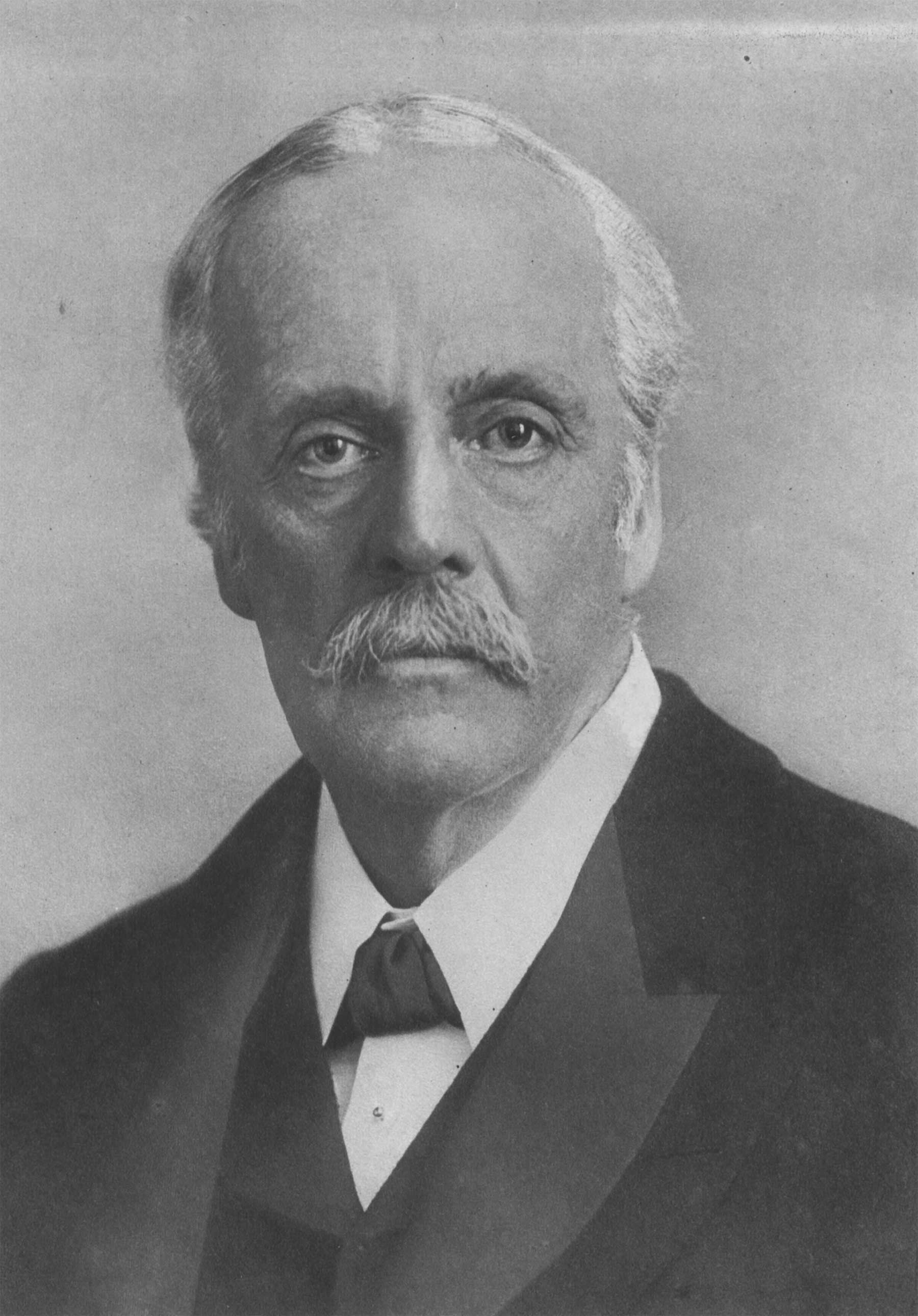
Arthur Balfour um 1910

Der Begriff des Balfours Pudel wurde erstmals am 26. Juni 1907 von dem liberalen Politiker David Lloyd George benutzt, der in einer Rede im britischen Unterhaus, der zweiten Kammer des britischen Parlamentarismus, das Oberhaus, das sogenannte House of Lords, als Balfour's Poodle schmähte. Er schuf damit eine griffige Polemik, die den – überwiegend konservativ gesinnten – Abgeordneten des Oberhauses eine bedingungslose Untertänigkeit gegenüber dem konservativen Oppositionsführer im britischen Unterhaus, Arthur Balfour, unterstellte: Da die liberalen Regierungen Campbell-Bannerman und Asquith, denen Lloyd George als Minister angehörte, zahlreiche Gesetze ins Parlament einbrachten, deren Verabschiedung im Unterhaus die verhältnismäßig schwache Opposition um Balfour in dieser Kammer aufgrund ihrer zahlenmäßigen Unterlegenheit gegenüber der Regierungsfraktion nicht verhindern konnte, kamen Balfour und Lord Lansdowne, der Führer der Konservativen im Oberhaus, überein, im Oberhaus – in dem die Konservativen eine Mehrheit besaßen – vom Vetorecht des Oberhauses Gebrauch zu machen, um die endgültige Verabschiedung einiger liberaler Gesetzesvorlagen zu verhindern. Das Verhalten der Peers – die die meisten liberalen Gesetzesvorlage kraft ihres Vetorechtes abwiesen – veranlasste Lloyd George zu seiner bissigen Kritik, das Oberhaus sei mithin „nicht mehr der Wachhund der Verfassung, sondern Mr. Balfours Pudel“ („not the watchdog of the Constitution, but Mr. Balfour's poodle.“).
Diese eingängige Kritik an den Mitgliedern des Oberhauses, die sich aufgrund ihres Rang und Adels als die „geborenen Herren des Landes“ verstehen und dem in der letzten Unterhauswahl aufgezeigten Volkswillen widersetzen würden, fand in der britischen Presse große Resonanz und ist seither in Anpassung an die jeweilige Situation in abgewandelter Form immer wieder aufgegriffen worden. Dabei wird stets derjenige der sich selbst durch seine unverhältnismäßige Servilität gegenüber einem anderen auszeichnet als poodle tituliert, während derjenige der dieser übermäßigen Treue teilhaftig wird an Balfours Stelle als „Pudelbesitzer“ gerückt wird.

## Gebrauch des Begriffs in jüngerer Zeit
1990 beschrieb Robin Marshall etwa die Performanz des britischen Politikers John Major in einer Unterhausdebatte vom 23. Oktober des betreffenden Jahres mit den Worten: „Major comes out of this looking like Mrs Thatcher's poodle.“ Denselben Spitznamen hatten Kritiker bereits Thatchers Gefolgsmann Howell James verpasst.
In jüngerer Vergangenheit wurde vor allem der britische Premierminister Tony Blair von britischen Kritikern seines Kurses einer unbedingten Anlehnung und Gefolgschaft gegenüber der amerikanischen Regierung Bush, die in Großbritannien häufig als Selbstverleugnung und Armutszeugnis gewertet wurde, als „Bush's Poodle“ geschmäht.
Der amerikanische Komiker Bill Maher griff diese Kritik 2004, im Vorfeld der US-amerikanischen Präsidentenwahl, in der 30. Episode seiner Sendung Real Time auf, in deren Intro-Gag er einen parodistischen „Wahlkampfspot“ der Bush-Wahlkampfkampagne zeigte, in dem „die Führer der Welt“ sich mit absurden Statements für Bushs Wiederwahl „einsetzten“ - Blairs „Argumente“ zugunsten einer Wiederwahl Bushs waren dabei eine Reihe von Kläff-, Knurr- und Bellgeräuschen, die implizit auf seine Wahrnehmung als Bushs „Schoßhündchen“ verwiesen.
In jüngerer Vergangenheit wurde auch der japanische Premierminister Jun’ichirō Koizumi von linken und liberalen Kritikern seines Kurses einer unbedingten Anlehnung und Gefolgschaft gegenüber der amerikanischen Regierung Bush in der Antiterrorpolitik und insbesondere im Irakkrieg, die in Japan häufig als Selbstverleugnung, Armutszeugnis und Verstoß gegen pazifistische Verfassungsgrundsätze gewertet wurde, als Bush's poodle geschmäht. Zur Unterscheidung von Tony Blair wurde Koizumi auch als Bush's cocker spaniel, „Bushs pazifischer Pudel“ oder „Bushs Schoßhund“ bezeichnet.